# Jaime Velásquez Rodríguez
Jaime Velásquez Rodríguez (Oxapampa, 21 de agosto de 1959) es un empresario y político peruano. Fue congresista de la república por Junín durante el periodo 2001-2006 y regidor del distrito de Mazamari en 1993.

## Biografía
Nació en la ciudad de Oxapampa, ubicado en el departamento de Pasco, el 21 de agosto de 1959.
Cursó sus estudios primarios y secundarios en su ciudad natal e inició sus estudios superiores en la ciudad de Ica sin culminar la carrera de administración. Se dedicó a su propia actividad empresarial en el sector privado en la ciudad de Satipo, ubicado en Junín.

## Carrera política
En las elecciones municipales de 1993 fue elegido como regidor del distrito de Mazamari por el movimiento regional Nueva Selva Central.
Entre el año 2000 al 2010, fue miembro del partido Perú Posible del expresidente Alejandro Toledo. Postuló al Congreso de la República por la circunscripción de Junín en las elecciones parlamentarias del año 2001, donde luego fue elegido como congresista de la república para el periodo parlamentario 2001-2006.
Dentro de su gestión parlamentaria, presidió la Comisión de Descentralización en el año 2005.
Luego de culminar su gestión, Velásquez intentó sin éxito dos veces la vicepresidencia del Gobierno Regional de Junín. En las elecciones regionales del 2010 se presentó por el Movimiento Independiente Fuerza Constructora y en las elecciones del 2014 por el movimiento Juntos por Junín de Nidia Vílchez. En ninguna de esas oportunidades tuvo éxito.